# 大阪府立市岡高等学校
大阪府立市岡高等学校（おおさかふりつ いちおか こうとうがっこう、英称：Osaka Prefectural Ichioka High School）は、大阪市港区にある公立の高等学校。

## 概要
全日制単位制普通科を設置する。かつては一般的な全日制普通科高等学校だったが、2009年度より単位制普通科に改編された。
1年時は芸術選択科目以外は全員が共通科目を履修する。2・3年では文系・準理系・理系の3コースに分かれた上で、学習指導要領で指定されている必履修教科・科目（体育など）および学校が指定した最小限の共通履修科目以外は、各生徒の進路希望に応じて選択教科・選択科目を履修するシステムとなっている。選択教科・科目は100科目以上開設されている。
1901年に大阪府市岡中学校（大阪府第七中学校）として創立した。大阪市内の旧制中学校としては三番目の創立である。校章は旧制中学の「中」を表す六稜に「市岡」を図案化したもので、左右に付した三本線は「市内第三中学」であることを表しており、本校の場合は硬式野球部の帽子でよく知られている。
比較的自由な校風で制服はなく（着用自由の標準服あり）、服装は生徒各自に任されている。しかし硬式野球部員のみ制服・制帽を着用する習慣が残っている（引退すれば私服も可）。
1998年まで併設されていた定時制課程は、普通課程の夜間中学校として1933年に日本で初めて開設された大阪府立夜間中学校（大阪府立市岡夜間中学校）を前身としていた。廃止後も「夜に学ぶ場」を何らかの形で残したいと、定時制同窓会「田龍会」を中心にNPO法人「市岡国際教育協会」が設立され、在日外国人向けに日本語学校を開いている。

## 沿革

### 学校創立
1901年3月、大阪府告示60号により大阪市西区市岡町（現在地）に大阪府第七中学校の設置が決まった。本校は大阪府第一中学校（現在の大阪府立北野高等学校）を仮事務所として開校準備の事務取扱をおこなった。
一方で大阪府は1901年3月、大阪府立のすべての中学校・高等女学校（1901年4月開校予定の学校も含む）について、1901年4月より従来の設置順序順の番号での校名をやめ、所在地の地名を取り入れた校名へと一斉に改称する方針を出した。そのため、1901年4月に大阪府市岡中学校の名称で開校した。
さらに文部省と大阪府の方針により、開校から約2ヶ月後の1901年6月3日付で大阪府立市岡中学校へと再改称した。
1901年6月12日に開校式を実施し、この日を創立記念日としている。

### 旧制市岡中学校
1926年に新校舎が竣工した。1931年には室戸台風により校舎浸水の被害を受けている。
1943年に教育ニ関スル戦時非常措置方策が発表されたことに伴い、戦時措置として修業年限が4年制に短縮され、また生徒の勤労奉仕などが実施されるなどした。1945年3月の大阪大空襲では木造校舎を焼失する被害を受けた。
終戦直後の1945年9月には枕崎台風で被災し、同年10月から11月にかけて大阪府立今宮中学校（現在の大阪府立今宮高等学校）の教室を借用して仮校舎とした。

### 市岡高等学校
学制改革により、1948年に新制高等学校・大阪府立市岡高等学校が発足した。男女共学が実施され、大阪府立港高等学校（旧制市岡高等女学校）および大阪市立西華高等学校（旧制西華高等女学校）と生徒・職員を交流した。
1968年9月2日には学生運動の影響を受け、校務分掌任命制に反対した生徒数名が校長室を占拠する騒ぎが起きた。この騒ぎは、日本で最初の高校生による学校占拠であったとされている。学園紛争はその後1970年頃まで影響を及ぼした。
1972年には制服の自由化が実施された。
1979年に校舎の全面改築構想が発表され、1985年に完成した。
2009年度入学生より、従来の全日制普通科から全日制単位制に改編された。大阪府教育委員会は1999年に「教育改革プログラム」および「全日制府立高等学校特色づくり・再編整備第1期実施計画」を策定し、同年度から10年間の教育改革について検討して、その中で全日制単位制高校の設置について触れた。そのことを具体化する形で2003年に「府立高等学校特色づくり・再編整備計画（全体計画）」を策定した。2003年の計画によると、全日制単位制高等学校は府下で合計2校を構想し、そのうち1校を市岡高等学校が属していた普通科の学区・第3学区の府立高校を改編して設置することが提言されていた。大阪府教育委員会の方針を受け、市岡高等学校が改編対象として選ばれた形になった。

### 定時制
定時制課程は1933年、日本最初の普通科夜間中学校・大阪府立夜間中学校として開校した。
当時経済的事情で進学断念を余儀なくされた勤労青少年が向学心から独学に励み、専門学校入学者検定を目指す事例が増えていたことが、開校の背景にある。大阪府は勤労青少年の勉学意欲をかなえるとして、高等小学校卒業以上、ないしは14歳以上で入学検定合格者を入学対象者とする、4年制の府立夜間中学校を設置した。
1933年2月14日に開設認可され、同年5月5日に開校式をおこなっている。
1934年には、2校目の府立夜間中学校となる高津夜間中学校（のちの大阪府立高津高等学校定時制）が開校したことに伴い、大阪府立市岡夜間中学校に改称した。
夜間中学校は開設当初は、第三種学校令の適用対象となり、各種学校に準じる扱いとなっていた。一方で1943年の中等学校令の施行により、中等学校として扱われ、大阪府立市岡第二中学校と称するようになった。
1950年には大阪府立市岡高等学校定時制課程として再編された。
大阪府教育委員会が1990年代に定時制高校を大幅に再編する策を打ち出したことに伴い、1995年に市岡・今宮・勝山・高津・守口・佐野の6校の定時制が統廃合の対象となることが発表された。対象となった6校の関係者が連携しての統廃合反対運動なども起こったが覆すことはできず、定時制は1996年以降の募集を停止し、1998年3月に閉課程となった。
定時制廃止反対運動を機に、市岡高校定時制同窓会「田龍会」など学校関係者や有志ボランティアが中心となって、1996年に来日外国人などを対象にした「市岡日本語教室」を設置した。当初は市岡高校会議室などを借りる形で運営したが、その後主な教室は港区民センターへと移っている。日本語教室の運営母体として1996年に市岡国際教育協会を設置し、同協会は1999年にNPO法人となった。

### 年表
- 1901年3月 - 大阪市西区市岡町（現在地）に大阪府第七中学校を設置。
- 1901年4月1日 - 大阪府市岡中学校として開校。
- 1901年6月3日 - 大阪府立市岡中学校に改称。
- 1933年 - 日本最初の普通科夜間中学として大阪府立夜間中学校開校。
- 1948年 - 学制改革により大阪府立市岡高等学校と改称し、大阪府立港高等学校（旧制大阪府立市岡高等女学校）・大阪市立西華高等学校（旧制大阪市立西華高等女学校）と生徒・職員を交流して男女共学を実施。
- 1950年 - 大阪府立市岡夜間中学校が合併し、定時制課程となる。
- 1968年9月2日 - 校長室が占拠される。
- 1972年 - 制服自由化を実施。
- 1998年 - 定時制課程を廃止。同窓会の100周年記念事業「市岡の森」が舞洲に完成。
- 2009年 - 全日制単位制高校へ改編。
- 2021年 - 従来の2学期制から3学期制に変更[9]。

## 部活動
三本線の帽子で知られる硬式野球部は、春夏あわせて21回（春11回・夏10回）甲子園に出場している。夏は1916年の第2回大会にて初出場・準優勝、春は1924年の第1回大会にて初出場・ベスト4の成績をあげている。甲子園球場で行われるようになった夏の第10回大会と春の第2回大会にも出場しており、大会と球場の両方の意味において春夏とも甲子園に最初に出場した大阪の学校である。夏は第1回大会から欠かさず地方大会に参加している皆勤校（大阪の学校では唯一）であるが、夏の第1回大会の地方大会は大阪大会ではなく関西大会（大阪・奈良・和歌山）で、和歌山県立和歌山中学校（現在の和歌山県立桐蔭高等学校）に決勝で敗れた。学制改革後の甲子園出場は春4回・夏0回にとどまっている。夏の第105回大会の大阪大会では体調不良者多数による部員不足で1回戦を棄権したが、大会に参加登録しており、不戦敗でも出場したと見なされ、皆勤出場の継続が認められた。
軟式野球部は、1986年に第31回全国高等学校軟式野球選手権大会に出場した。軟式野球部のユニフォームは、帽子ではなくシャツの袖とストッキングに三本線が入っている。
サッカー部は、6回の全国大会出場経験があり、最高成績はベスト4。
女子テニス部は、1950年のインターハイで全国優勝（団体）した。

## 交通
- JR西日本（大阪環状線）・Osaka Metro（中央線） 弁天町駅より徒歩約5分（南東へ約400m）
- 大阪シティバス・市岡元町バス停より徒歩約2分（東へ約200m）

## 出身者
政治・行政
- 奥宮正武 - 戦史家、大本営海軍参謀、元航空自衛隊空将（旧中22期）
- 影佐禎昭 - 大日本帝国陸軍中将（旧中5期）
- 左近正男 - 元日本社会党の衆議院議員（高校7期）[要出典]
- 瀬野憲一 - 守口市長（高校35期）
- 中井光次 - 元大阪市長、元内務省（旧中6期）
- 福間知之 - 元日本社会党の参議院議員（旧中38期）
- 安岡澄人[12] - 農林水産省消費・安全局長（第12代）

経済
- 大坪文雄 - パナソニック特別顧問（高校16期）
- 喜多市松 - 元京阪電気鉄道社長[13]
- 児島英一 - 元近畿日本ツーリスト社長[13]
- 島田太郎 - 東芝社長（高校37期）[13]
- 新宅正明 - 元日本オラクル社長（高校25期）
- 高田順弘 - 元阪神タイガース球団社長（高校11期）
- 瀧省一 - 元関西銀行社長（旧中40期）
- 玉田弘文 - いちよし証券社長[13]
- 辻巌 - ロックペイント創業者（旧中16期）
- 手塚昌利 - 元阪神電鉄社長、元阪神タイガースオーナー（旧中43期）
- 能村龍太郎 - 元太陽工業社長（旧中35期）
- 広岡知男 - 元朝日新聞社社長、東京六大学野球・東大選手・首位打者、野球殿堂（旧中20期）
- 松原治 - 元紀伊國屋書店社長（旧中31期）
- 山元賢治 - 元Apple Japan社長（高校30期）
- 山本和三郎 - 元池貝鉄工社長（旧中29期）

学問
- 石濱純太郎 - 関西大学名誉教授（東洋史学、旧中1期）
- 岡芳包 - 元徳島大学学長（細胞生理学・体力医学、旧中26期）
- 岡田實 - 大阪大学第8代総長（工学、旧中19期）
- 亀崎直樹 - 岡山理科大学教授、元神戸市立須磨海浜水族園園長、元日本ウミガメ協議会会長（高校27期）
- 角山栄 - 和歌山大学名誉教授・元学長、元堺市博物館館長（経済史学・歴史学、旧中34期）
- 河内将芳 - 奈良大学教授（日本史学・歴史学、高校34期）
- 黒坂光 - 京都産業大学学長（神経糖鎖生物学、高校28期）[14]
- 田宮猛雄 - 東京大学名誉教授、元日本医師会会長、国立がんセンター初代総長（旧中1期）
- 津田正太郎 - 法政大学教授（社会学、高校44期）
- 冨田憲二 - 京都大学基礎物理学研究所名誉教授（宇宙物理学、高校8期）
- 三浦宏文 - 元工学院大学学長、東京大学名誉教授（ロボット工学、高校8期）
- 宮本又次 - 大阪大学名誉教授（民俗学・経済史学、文化功労者、旧中19期）

芸能
- 青木幹治 - 漫画家（高校51期）
- 安藤豊 - RKB毎日放送アナウンサー（高校17期）
- 石田英司 - 毎日放送制作局エグゼクティブ、高校30期）
- 稲見一良 - 作家（旧中43期）
- 岩本多代 - 女優（高校10期）
- 大川武宏 - テレビ朝日ドラマプロデューサー（高校40期）
- 植田佳奈 - 声優（高校51期）
- オケタニイクロウ（オケタニ教授） - 写真家、俳優（高校44期）
- カネシゲタカシ - 漫画家、元芸人（高校46期）
- 小出楢重 - 画家（旧中2期）
- 小寺和久 - 脚本家（高校53期）
- ジェームス三木 - 脚本家、高校6期）
- 柴崎友香 - 作家（芥川賞。高校44期）
- 高橋大悟 - テレビ東京アナウンサー（高校71期）
- 田中涼子 - タレント（高校55期）
- 谷甲州 - 作家（高校21期）
- 直木三十五 - 作家（旧中5期）
- 中川三郎 - 洋舞家、日本タップダンス界の祖（旧中28期）
- 信時潔 - 作曲家（旧中1期）
- 三好達治 - 詩人（旧中13期）
- 山内久司 - ABC朝日放送顧問、花園大学客員教授（高校2期）

スポーツ
- 青木一三 - 元関大野球部選手・マネージャー、元阪神タイガース等のスカウト（旧中42期）
- 阿部良之 - 自転車ロードレース選手、シドニーオリンピック出場（高校40期）
- 今西壽雄 - 登山家、元日本山岳会会長、マナスル世界初登頂（旧中27期）
- 岩村吉博 - 元大阪タイガース選手（高校3期）
- 蔭山和夫 - 元南海ホークス選手・監督、元早大主将（旧中39期）
- 笠原和夫（元高橋ユニオンズ選手・監督、元早大主将、最後の早慶戦出場（旧中34期）
- 川本泰三 - 元サッカー日本代表監督、日本サッカー殿堂（旧中26期）
- 佐伯達夫 - 元日本高等学校野球連盟会長、東京六大学野球・元早大選手、野球殿堂（旧中8期）
- 島田行雄 - 元松下電器産業野球部監督（高校26期）
- 島野りーみん - プロボクサー。元女子競輪選手（高校53期）
- 伊達正男 - 元阪急ブレーブスコーチ、元早大投手、野球殿堂（旧中23期）
- 田中勝雄 - 元早大野球部監督、野球殿堂（旧中12期）
- 中西勝己 - 元毎日オリオンズ選手（高校6期）
- 藤田正樹 - 元大阪ガス野球部監督（高校28期）
- 南秀憲 - 元阪神タイガース選手、司法書士（高校31期）
- 南村侑広 - 元読売ジャイアンツ選手・コーチ、元早大選手（旧中31期）
- 森田忠勇 - 元関大野球部監督、元大阪タイガース二軍監督（旧中19期）

その他
- 谷口雅春 - 宗教法人「生長の家」創始者（旧中7期）